# Tri Kladentsi
Tri Kladentsi (Bulgaars: Три кладенци) is een dorp in het noordwesten van Bulgarije in de  gemeente  Vratsa in de  oblast Vratsa. Het dorp ligt hemelsbreed op 26 km afstand van Vratsa en 85 km van Sofia.

## Bevolking
Op 31 december 2019 telde het dorp 728 inwoners. Sinds 1946, toen er een maximum van 1.869 personen in het dorp werden geregistreerd, is de bevolking continu afgenomen. Volgens de Nederlandse Omroep Stichting ligt Tri Kladentsi in de armste en de snelst krimpende regio van Bulgarije.
|  |

Van de 812 inwoners reageerden er 793 op de optionele volkstelling van 2011. Van deze 793 respondenten identificeerden 590 personen zichzelf als etnische Bulgaren (74,4%), gevolgd door 198 Roma (25%), 3 Bulgaarse Turken (0,4%) en 2 ondefinieerbare personen.